# Vuelo 1661 de Aeroflot
El vuelo 1661 de Aeroflot fue un vuelo de pasajeros operado por un Antonov An-24 que se estrelló durante su ascenso inicial, 25 minutos después del despegue desde el Aeropuerto de Tolmachevo, el 1 de abril de 1970. Las 45 personas a bordo fallecieron. La investigación reveló que el Antonov colisionó con una radiosonda, lo que provocó la pérdida de control.

## Aeronave
El Antonov An-24 involucrado tenía el número de serie 79901204 y estaba registrado como CCCP-47751 a nombre de Aeroflot. El avión de fue construido en 1967 y había acumulado 3.975 horas de vuelo con 3.832 ciclos de despegue y aterrizaje en el momento del accidente.

## Accidente
El vuelo 1661 era un vuelo nacional programado desde Novosibirsk a Bratsk, Rusia, con una escala intermedia en Krasnoyarsk. A las 03:42 hora local, el An-24 despegó del aeropuerto de Tolmachevo desde la pista 25 con rumbo 251°. Poco después del despegue, La aeronave realizó un viraje a la izquierda y a las 03:53 contactó con el control de tráfico aéreo (ATC) e informó que su altitud era de 4.200 metros. Luego recibieron autorización para continuar ascendiendo hasta los 6.000 metros. A las 04:10, el control de tráfico aéreo intentó contactar con el vuelo 1661, pero no se recibieron más transmisiones del Antonov. El avión accidentado fue encontrado en un campo a unos 142 km del aeropuerto de Tolmachevo; no hubo supervivientes. Entre las víctimas se encontraban miembros de un equipo juvenil de hockey sobre hielo que volaban a un partido.

## Investigación
Los investigadores que examinaron el lugar del accidente descubrieron daños inusuales en el radomo y la estructura de la nariz del avión, y notaron que faltaba una parte sustancial del parabrisas. Entre los restos también se encontraron partes de dos radiosondas del tipo que utilizaba entonces el Servicio Federal de Hidrometeorología y Vigilancia Ambiental para el seguimiento de las condiciones meteorológicas. Los investigadores también descubrieron partes del cono frontal del avión a seis kilómetros del lugar principal del accidente; estos componentes mostraban evidencia de una colisión con un objeto sólido. Los funcionarios concluyeron que el accidente fue causado por una colisión en vuelo con un objeto extraño: el conjunto radiosonda/globo.
La investigación concluyó que el cono frontal del avión colisionó con una radiosonda, a una distancia de 131 kilómetros de Tolmachevo, mientras ascendía a 5.400 metros. La colisión destruyó el radar meteorológico del avión y dañó la cabina. Perdiendo el control, el Antonov se inclinó y comenzó a descender rápidamente. A una altitud de 2.000 metros y una velocidad de 700 km/h, el ala y el estabilizador horizontal se separaron del avión debido a fuerzas aerodinámicas que superaban con creces los límites de diseño del avión. El fuselaje continuó 2,5 km antes de impactar contra el suelo a 300 km/h y una velocidad vertical de 60 m/s. El vuelo duró 25 minutos y 25 segundos.